# Mandorla

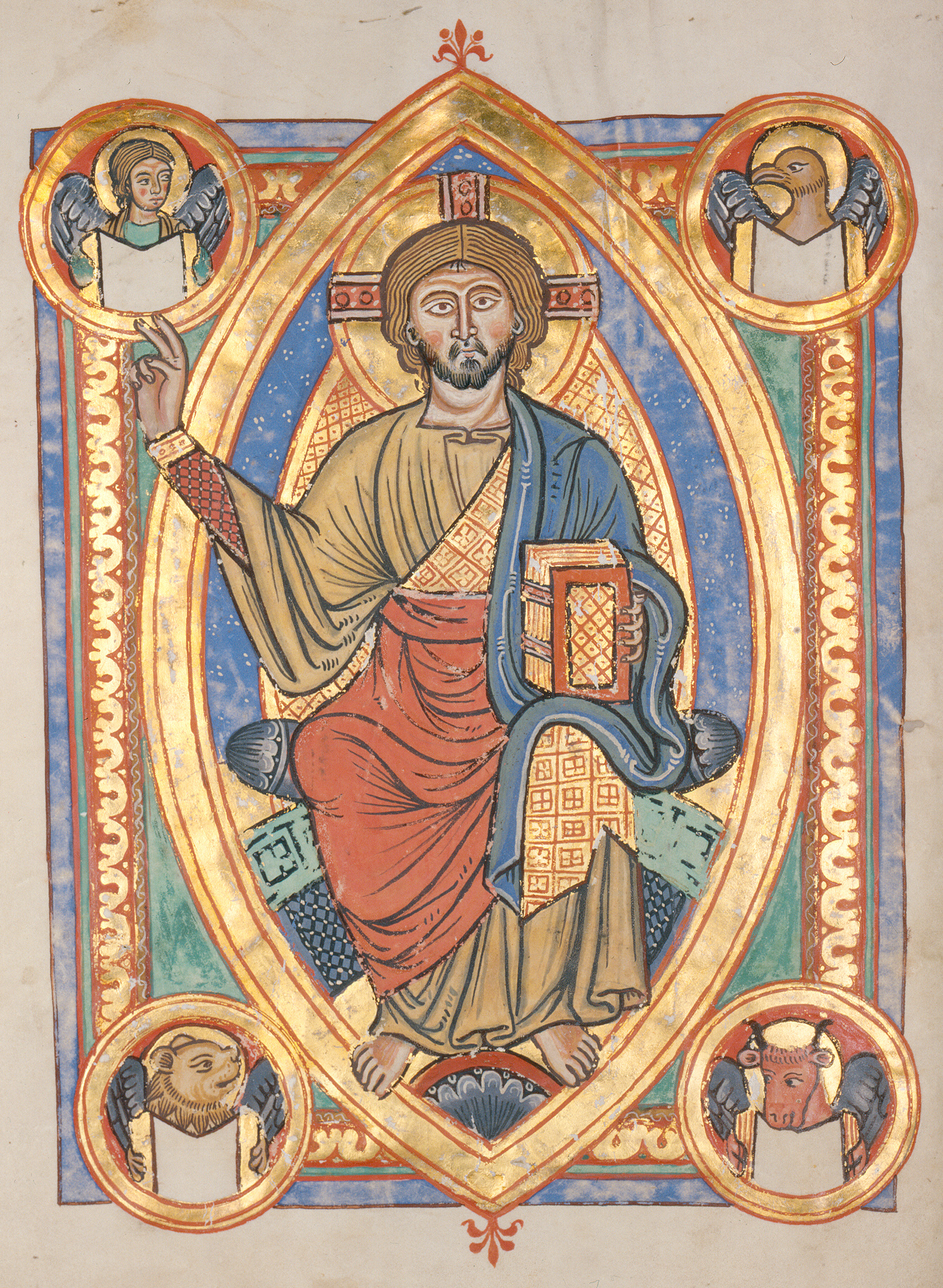
Mandorla met Christusfiguur en de symbolen voor de vier evangelisten (ca. 1220)

Een mandorla is een amandelvormige figuur, waarin vaak Christus of een heilige wordt afgebeeld. "Mandorla" is het Italiaanse woord voor amandel. De mandorla is ontstaan door twee cirkelsegmenten die een amandelvormige figuur vormen. Het symboliseert het samenkomen van twee werelden. In de vroegchristelijke kunst betekende de mandorla bijvoorbeeld het samenkomen van hemel en aarde. Wanneer Christus of Maria wordt afgebeeld, is de mandorla verticaal gericht. Met Maria wordt de mandorla vaak toegepast in de zogenaamde marianums.